# گورجاآنی
گورجاآنی (به گرجی: გურჯაანი) شهری در استان کاختی گرجستان است. جمعیت این شهر طبق سرشماری سال ۲۰۰۹ میلادی ۹٬۵۰۰ نفر بوده‌است.